# Mój powrót do życia
Mój powrót do życia. Nie tylko o kolarstwie (ang. It's Not About the Bike: My Journey Back to Life) – autobiografia Lance'a Armstronga napisana wspólnie z Sally Jenkins, wydana w 2000 roku. Książka zdobyła William Hill Sports Book of the Year, brytyjską nagrodę w dziedzinie literatury sportowej.
Mój powrót do życia... opisuje dzieciństwo Armstronga, jego pierwsze sukcesy sportowe, zmagania z chorobą nowotworową i powrót do kariery sportowej, a także życie prywatne kolarza.
Książka ukazała się w Polsce w tłumaczeniu Aldony i Witolda Matuszyńskich.